# Mautic
Mautic es un software de automatización del Marketing de código abierto desarrollado en el año 2013 en el estado de Carolina del Norte (EE. UU.) El sistema pertenece a la denominación "Marketing Automation" o Automatización del Marketing, que en una sola plataforma, te permite gestionar y ejecutar campañas de marketing.
Mautic se centra principalmente en gestionar el correo electrónico y otras funciones del marketing quedan un poco relegadas (en comparación con otras herramientas del mismo sector).
Inicialmente Mautic se formó como empresa como Mautic Inc. pero En 2019 Mautic fue adquirido por Acquia.
A finales de 2023, Aquia se desconectó de la comunidad de Mautic, si bien sigue soportando su desarrollo, utilizando el producto y comercializandolo desde su plataforma. 

## Funcionalidades
Entre las principales características Mautic están:
1. Captación de leads
2. Creación de campañas
3. Envío de correos electrónicos
4. Creación de formularios
5. Lead Scoring (Puntuación para usuarios)
6. Creación de landing pages
7. Integraciones a través de plugins.
8. Analítica y reportes